# Fritz Lanz
Fritz Lanz (* 16. Juni 1922 in Menziken; † 26. Mai 2009 in Luzern, heimatberechtigt in Auswil und Luzern) war ein Schweizer Politiker (SP).

## Leben
Fritz Lanz, Sohn des Walter Lanz sowie der Ida geborene Heiz, war als Fernmeldespezialist bei der damaligen PTT eingesetzt. 
Der der Sozialdemokratischen Partei beigetretene Franz Lanz wurde 1971 ins Stadtluzerner Parlament gewählt, von 1979 bis 1987 war er im Stadtrat vertreten. 1983 wählte ihn das Volk in den Nationalrat. Lanz, der dort Mitgliedschaften in der Kommission Gesundheit und Umwelt, des Büros des Nationalrats sowie der Alkoholdelegation beider Räte innehatte, schied 1991 aus. 
Seit 1979 präsidierte er die Allgemeine Baugenossenschaft Luzern. 
Fritz Lanz, dessen politischer Einsatz sozial- und umweltpolitischen Fragen galt, heiratete 1947 Hildy geborene Hübscher.
Er verstarb 2009 im Alter von 86 Jahren in Luzern.